# Fokker D.IV
Il Fokker D.IV fu un caccia monoposto biplano prodotto dall'azienda tedesco imperiale Fokker-Flugzeugwerke negli anni dieci del XX secolo.
Progettato nel 1916 da Martin Kreutzer, entrò in servizio nei reparti della Luftstreitkräfte, la componente aerea del Deutsches Heer (l'esercito imperiale tedesco), già nelle prime fasi della prima guerra mondiale ma ben presto affiancato da modelli più efficienti.

## Storia del progetto
Durante le prime fasi della prima guerra mondiale, l'industria meccanica progredì velocemente nello sviluppo della componentistica sottoposta alle autorità militari tedesco imperiali. Nell'ambito aeronautico grande impulso si ebbe nella produzione di motori che in breve tempo, grazie all'impegno di aziende come la Daimler, riuscì a rendere disponibili nuove unità dalla sempre maggiore potenza disponibile.
La Fokker, avuti a disposizione i nuovi Mercedes D.III da 160 PS, adattarono l'originario caccia D.I al nuovo motore con poche modifiche, orientate soprattutto all'irrobustimento della cellula. Il prototipo che ne derivò, designato M 20, conservava quindi lo stesso aspetto del predecessore se non per alcune misure d'ingombro date dalla diversa motorizzazione. Dopo essere stato valutato ed averne richiesto ulteriori leggere modifiche, che ne identificarono il modello con la designazione interna M 21, la commissione esaminatrice Idflieg lo giudicò idoneo al servizio ricevendo la designazione ufficiale D.IV. Alla Fokker venne quindi inviato un ordine di fornitura per 40 esemplari.
La produzione totale di questa versione si attestò su circa 40 esemplari.

## Tecnica
Il Fokker D.IV conservava l'aspetto per l'epoca convenzionale del modello capostipite della serie, il D.I: biplano, monomotore monoposto con carrello fisso.
La fusoliera, di sezione rettangolare e realizzata in legno ricoperto di tela verniciata, era caratterizzata dal singolo abitacolo aperto destinato al pilota. Posteriormente terminava in un impennaggio classico monoderiva di forma circolare dotato di piani orizzontali completamente mobili che integravano le funzioni degli equilibratori.
La configurazione alare era biplana con ala superiore ed inferiore di ugual misura, quest'ultima leggermente spostata verso coda, collegate tra loro da due coppie di montanti per lato ed integrate da tiranti in filo d'acciaio.
Il carrello d'atterraggio era fisso, molto semplice, montato su una struttura tubolare al di sotto della fusoliera, dotato di ruote di grande diametro collegate da un asse rigido ed integrato posteriormente con un pattino d'appoggio.
La propulsione era affidata ad un motore Mercedes D.III, un sei cilindri in linea raffreddato a liquido capace di erogare una potenza pari a 160 PS (118 kW), posizionato all'apice anteriore della fusoliera racchiuso da un cofano metallico ed abbinato ad un'elica bipala in legno a passo fisso.
L'armamento consisteva in una coppia di mitragliatrici LMG 08/15 calibro 7,92 mm posta davanti all'abitacolo che, sincronizzata, consentiva di sparare senza conseguenze attraverso il disco dell'elica.

## Impiego operativo
Il Fokker D.IV cominciò ad essere consegnato ai reparti nel corso del 1916 ma le prestazioni offerte, leggermente migliorate rispetto ai precedenti modelli, furono ben presto superate. Gli esemplari di nuova produzione non ancora consegnati vennero quindi diversamente assegnati, non più ai reparti da caccia in prima linea ma alle scuole di volo per la formazione dei piloti.
Nel 1918 quattro esemplari vennero acquistati dalla Svezia che li fornì al reparto aeronautico del proprio esercito, il Flygkompaniet, che lo impiegò come aereo da addestramento.

## Utilizzatori
Germania
- Luftstreitkräfte

 Svezia
- Flygkompaniet